# 復社
復社（ふくしゃ）は、明末の文学・政治団体。天啓年間に東林党が弾圧を受けて後、それより若い学者を主とする団体として出現した。古文復興をスローガンとする文社で、科挙試験のための八股文の添削を手段として勢力を全国に拡大し、一時は内閣首輔を送りこむなど、当時の政治に非常に大きな力を持っていた。

## 歴史
天啓4年（1624年）に、張溥（ちょうふ）・張采（ちょうさい）ら11人によって蘇州で結成された応社（おうしゃ）が、復社の母体にあたる。当時、弾圧された書院にかわって、江南を中心に文社（文章を錬磨するための団体）が流行した。
崇禎元年（1628年）に魏忠賢とその一派が処分され、東林党が政界に復帰するが、翌年には宦官側の巻き返しがおこり、党争が激化した。このとき、呉江知県であった熊開元は張溥らを招聘し、応社の実務を担当していた孫淳を中心として復社が設立された。復社は、応社や幾社などの他の文社をその傘下におき、全国的な文社として発展した。古学の復興と実際の役に立つ学問を目標としたので復社と名づけた。復社は東林党の継承を意識して成立し、「小東林」とも呼ばれた。
復社は1629年、1630年、1633年に大会を開き、集った文章を八股文の模範答案集として出版した。大会の開催は当局に対する示威の意味もあったという。
1630年の郷試において復社から数十名の合格者を出し、1631年の会試でも多数の合格者を出した。これによって張溥の名声がひろがった。
復社には顧炎武・黄宗羲・侯方域・呉偉業といった大物の学者・文人も参加していた。
崇禎11年（1638年）には反東林党の阮大鋮（げんだいせい）の復活を阻止するなどの政治的運動を行うようになった。張溥は周延寿を内閣首輔に擁立することに成功した。しかし、崇禎14年（1641年）に張溥が没した後、復社に対する弾劾が相次ぎ、周延寿内閣は満州族の侵入と農民反乱に対する有効な政策を打ちだすことができないまま、崇禎16年（1643年）に崩壊した。
明の滅亡後、清の権威を認めず、南明政府に参加したり、反乱に参加したりする者のなかに復社の成員が多かったことが知られている。しかしこの期に及んでも反東林党の阮大鋮・馬士英（ばしえい）らとの対立が止まなかった。
順治9年（1652年）に復社は禁止された。その後、顧炎武・黄宗羲らは清に仕えず、著作に専念した。呉偉業・侯方域らは清に仕えた。
明の滅亡を舞台とする孔尚任の戯曲『桃花扇』では、復社が重要な役割を果たす。
清代には復社の事績はほとんど忘れられていたが、1905年創刊の『国粋学報』によって再評価されるようになった。

## 20世紀の復社
1930年代末に胡愈之・鄭振鐸・許広平（魯迅未亡人）らによって上海に共産党系の地下出版社としての復社が作られた。社名は清に抵抗した明末の復社から借りた。復社の重要な出版物として、エドガー・スノー『中国の赤い星』の中国語訳（検閲を恐れて『西行漫記』の題で1938年に出版）、魯迅記念委員会編『魯迅全集』全20巻（最初の魯迅全集、1938年）などがある。